# في بلاد العجائب
في بلاد العجائب هو فيلم كوميدي درامي مغربي من إخراج جيهان البحار سنة 2017، وبطولة كل من ماجدولين الإدريسي، عزيز داداس، محمد الشوبي، مالك أخميس، فدوى طالب، منال الصديقي، ابتسام العروسي، وآخرون.

## القصة
يحكي الفيلم قصة سيدة ثرية ومتعجرفة تضطرها الظروف إلى العيش رفقة عائلة فقيرة في جبال الأطلس، حيث الظروف الصعبة والحياة المزرية.

## جوائز وتشريفات
فاز الفيلم بجائزة أفضل سيناريو، في مهرجان خليج نابولي للأفلام المستقلة بإيطاليا، في دورته الرابعة، وبجائزتي السيناريو (جيهان البحار وجمال الخنوسي) وجائزة أفضل ممثل للفنان عزيز داداس ضمن فعاليات مهرجان فيكييرا للفيلم بالبرتغال.
كما حاز الفيلم على جوائز الدورة الثالثة لمهرجان السعيدية السينمائي «سينما بلا حدود» (دورة 2017) حيث فاز بجائزة الإخراج (جيهان البحار)، وجائزة أحسن ممثل (عزيز داداس)، وجائزة أحسن ممثلة (فدوى الطالب).

## روابط خارجية
- في بلاد العجائب على موقع IMDb (الإنجليزية)
- في بلاد العجائب على موقع قاعدة بيانات الفيلم (الإنجليزية)
- في بلاد العجائب على موقع ليتربوكسد (الإنجليزية)
- في بلاد العجائب على موقع كينوبويسك (الروسية)